# Cratere Castor
Castor è un cratere sulla superficie di Giano.